# Kate Pierson
Catherine Elizabeth Pierson (ur. 27 kwietnia 1948 w Weehawken, stan New Jersey, USA) – amerykańska wokalistka, członkini i jedna z założycieli (obok Cindy Wilson, Keitha Stricklanda, Freda Schneidera i Ricky’ego Wilsona) amerykańskiej grupy rockowej The B-52’s.
W zespole nie tylko śpiewa ale także gra na keyboardzie i gitarze. W 1990 roku nagrała z Iggym Popem piosenkę „Candy”. W 1991 roku ukazała się piosenka „Shiny Happy People” zespołu R.E.M. z gościnnym występem Pierson. Jest właścicielką dwóch moteli w Stanach Zjednoczonych (m.in. w mieście Woodstock).